# Guglielmo Lochis
Guglielmo Lochis (Mozzo, 1789 – Bergamo, 25 luglio 1859) è stato un politico italiano.

## Biografia
Guglielmo Lochis, oltre che politico, è stato il più grande intenditore e collezionista d'arte del XIX secolo di Bergamo. Era nato a Mozzo da una famiglia presente sulla scena bergamasca già dal XVI secolo, ricevendo il titolo di conti nel XVIII secolo. 

Il Lochis iniziò la vita pubblica nel 1816 presenziando alla visita a Bergamo dell'Imperatore Francesco I dichiarandosi filoasburgico in qualità di membro della guardia Lombardo-Veneta. La sua passione per l'arte lo portarono negli anni '20 ad acquistare un grande numero di opere d'arte, arrivando ad avere una pinacoteca di circa 500 dipinti conservati nella villa delle Crocette di Mozzo, diventando anche tappa fondamentale per ogni personalità che transitava nel territorio bergamasco.
Nel 1835 venne nominato commissario d'asta presso l'Accademia Carrara di Bergamo, grazie anche alla sua capacità di cogliere il valore artistico di ogni opera. Fu nominato podestà di Bergamo negli anni dal 1842 al 1848, carica dalla quale dovette dimmettersi spontaneamente con l'avvento dei moti rivoluzionari del 1848.

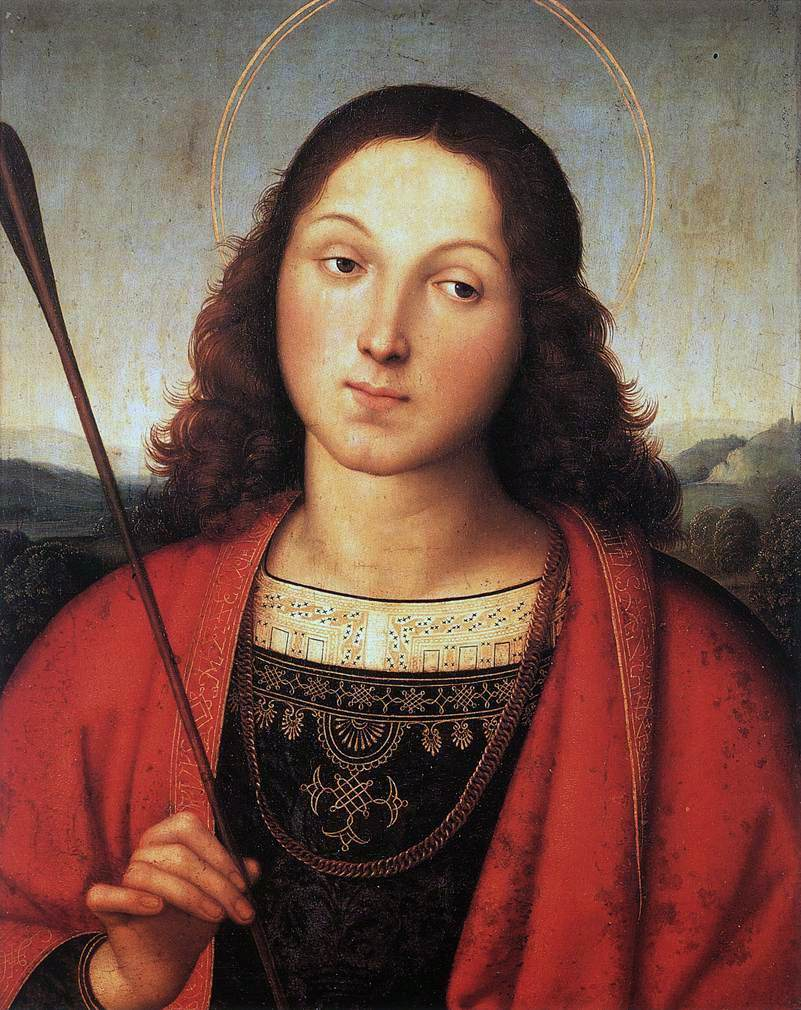
San Sebastiano di Raffaello-simbolo dell'Accademia Carrara

## Collezione Lochis
La pinacoteca di Guglielmo Lochis vantava una collezione di circa 500 opere d'arte tra le più importanti presenti nel territorio bergamasco. Alla sua morte, per lascito testamentario alcune passarono, come Fondo Lochis, all'amministrazione comunale cittadina con l'obbligo di mantenerle esposte nella proprietà di Mozzo, cosa che però il comune difficilmente riusciva a soddisfare, vennero quindi, in accordo con l'erede Carlo, trasferite all'accademia Carrara, esposte in una sala apposita dove era posto anche lo stemma della famiglia Lochis; la convenzione venne firmata il 28 aprile 1866. Solo i due terzi delle opere passarono all'accademia, alcune restarono di proprietà della famiglia o vendute sul mercato dell'antiquariato.
L'Accademia Carrara si arricchì di queste opere:
- Madonna con Bambino di Jacopo Bellini,
- Madonna col Bambino di Giovanni Bellini.
- Cristo morto fra Maria e Giovanni di Giovanni Bellini,
- Madonna col Bambino e santi di Palma il Vecchio,
- Madonna col Bambino di Carlo Crivelli
- Madonna col Bambino  di Cosmè Tura
- Madonna del Latte opera di Ambrogio da Fossano
- Incontro di Ambrogio con l'imperatore Teodosio opera di Ambrogio da Fossano
- Sacra Famiglia con santa Caterina d'Alessandria di Lorenzo Lotto
- Natività di Maria e i santi Giacomo, Antonio Abate, Andrea, Domenico, Lorenzo e Nicola di Bari opera di Vittore Carpaccio
- Ritratto di gentiluomo di Altobello Melone;
- San Sebastiano di Raffaello
- Sacra Famiglia con san Giovannino opera del Il Moretto
- Cristo crocifisso con devoto opera del Il Moretto
- Adorazione del Bambino di Bernardino Luini
- Madonna col Bambino e Orfeo e Euridice opera del Tiziano,
- trittico con la Madonna col Bambino opera di Gerolamo Giovenone
- San Nicola da Tolentino (Moroni), opera di Giovan Battista Moroni
- Ritratto di bambina di casa Redetti  di Giovan Battista Moroni
- San Francesco stimmatizzato opera di El Greco
- Ritratto di Ulisse Aldovrandi di Agostino Carracci
- Ritratto di bambina di Diego Velázquez
- Madonna del Sassoferrato di Fra Galgario
- Ritratto di Francesco Maria Bruntino opera di Fra Galgario
- Il Canal Grande da Palazzo Balbi opera del Canaletto
- Santi Massimo e Osvaldo opera di Giovan Battista Tiepolo
- Vedute di Francesco Guardi
- Il ridotto di Longhi
- * San Domneone opera di Enea Salmeggia 1613

Opere vendute o rimaste come proprietà privata:
- Ritratto di uno studioso o Ritratto di un gentiluomo della famiglia Albani Giovan Battista Moroni Berlino